# Oumé
Oumé è una città, sottoprefettura e comune della Costa d'Avorio, situata nella regione di Gôh. È capoluogo dell'omonimo dipartimento e conta una popolazione di 127 850 abitanti (censimento 2014).